# 悼妃
悼妃（17世纪—1658年），博尔济吉特氏。出身科尔沁左翼中旗，蒙古科尔沁和硕达尔汗亲王满珠习礼之女，即顺治帝的表妹。

## 生平
博尔济吉特氏自幼待年宫中。当时，清宫妃嫔册封制度不完善，博尔济吉特氏无封号。
顺治十五年（1658年）三月五日早逝。顺治帝感到哀痛和惋惜，並且當日谕礼部：「科尔沁巴图鲁王之女，选进宫中，因待年未行册封，今遽尔长逝，朕心深切轸悼，宜追封为妃其封号及应行典礼，尔部即察例议奏」。同年三月二十一日正式追封博尔济吉特氏為悼妃。初祭礼用锞子三万五千个，钱三万五千张，连馔桌供桌十五张，羊九只，烧酒和黄酒共九瓶。
順治帝特為悼妃在昌瑞山西面的黄花山南麓苇子峪修建了一座妃园寝，順治十五年九月初八日，悼妃葬于蓟县黄花山下。顺治帝特派内大臣兼巴图鲁公鳌拜专程去祭祀悼妃 。康熙五十七年（1718年）四月初七日，悼妃迁葬于孝东陵，宝顶位于方城前左旁北数第一位，陵内二十八位妃嫔的葬位中最尊贵者。